# Microdebilissa simplicicollis
Microdebilissa simplicicollis là một loài bọ cánh cứng trong họ Cerambycidae.